# Armada de l'Exèrcit Popular de Corea
La Armada de l'Exèrcit Popular de Corea (en coreà 조선인민군 해군 RR Joseon-inmingun haegun) és l'armada de Corea del Nord. L'Exèrcit Popular de Corea està format per la Força Terrestre de l'Exèrcit Popular de Corea, la Força Aèria de l'Exèrcit Popular de Corea i la Marina Popular de Corea. La Marina Popular va establir-se el 5 de juny de 1946, i el personal de l'armada està al voltant dels 60,000 efectius. Unes 810 naus de diferents tipus, entre aquestes naus hi ha 20 submarins classe Romeu (1,800 tons), 40 submarins classe Sango (300 tons) i 10 minisubmarins classe Yeono (130 tons).
L'armada de Corea del Nord es considera una 'Marina d'Aigües Marrons', i funciona principalment dins la zona d'exclusió de 50 km. La flota es divideix en dos esquadrons, un est i un oest, que no poden donar-se suport mútuament en cas de guerra amb Corea del Sud. L'autonomia limitada de les naus significa que fins i tot en temps de pau és impossible per a un vaixell amb base en una costa visitar-ne l'altra.

## Història
La història de la Marina Popular és curta si es compara amb altres armades modernes. Comença amb la creació de la 'Força de Seguretat Marítima' el 5 de juny del 1946, els quarters es trobaven a la ciutat de Wŏnsan i entraren en estat operacional el juliol del 1946. Van estendre's i finalment van traslladar-se a la capital, Pyongyang, perquè es controlés més bé el tràfic marítim i la força fou reanomenada Patrulla Marina el desembre de 1946. L'Acadèmia de la Patrulla Marina va ser establerta a Wŏnsan el juny de 1947 per entrenar i comissionar un cos professional d'oficials navals.
Al començament operava sota l'autoritat del Ministeri de l'Interior de Corea del Nord i fou transferida a l'òrbita del Departament de Seguretat Nacional el 20 d'agost de 1949. La introducció d'un esquadró de torpedes a la unitat el 29 d'agost feu que es reconegués oficialment com a força naval i aquesta data fou escollida per commemorar el Dia de l'Armada fins que va canviar-se la data al 5 de juny el 1993.

### Batalles i operacions
- Desembarcament prop de Kangnung i de Samtxeok (25-26 de juny de 1950)
- Batalla de Txumontxin Txan (2 de juliol de 1950)
- Batalla de Haeju (10 de setembre de 1950)
- Infiltració de Gangneung (17 de setembre – 5 de novembre 1996)
- Batalla de Yosu (17-18 de desembre de 1998)
- Primera Batalla de Yeonpyeong (9-15 de juny de 1999)
- Batalla d'Amami-Ōshima (22 de desembre de 2001)
- Segona Batalla de Yeonpyeong (29 de juny de 2002)
- Batalla de Daetxeong (10 de novembre de 2009)
- Incident de Baengnyeong (26 de març de 2010)

### Desembarcament prop de Kangnung i Samtxeok
El 25 de juny de 1950 les tropes nord-coreanes envaeixen Corea del Sud. El matí del 25 de juny un vapor nord-coreà (un extransport nord-americà de 1.000 tones, conduït al nord per comunistes sud-coreans l'octubre de 1949) va tractar de fer desembarcar 600 homes a uns 28 km de Busan, però van enxampar-lo i va ser enfonsat per la patrullera Bak Du San (PC 701) de l'armada de Corea del Sud. Aquesta acció fou la primera acció naval de superfície de la Guerra de Corea. Alhora un comboi del nord (2 caçasubmarins, 1 dragamines i 20 goletes) començà a desembarcar 4 batallons a l'àrea de Kangnung, un altre comboi (2 dragamines, 1 patruller i 1 caçasubmarins) feu la mateixa operació amb guerrilles comunistes prop de Samtxeok. El dragamines ROK YMS-509 del sud, que patrullava l'àrea prop d'Okgye, va tractar de prevenir el desembarcament, però després d'un curt intercanvi de foc amb el dragamines No 31 va ser forçat a retirar-se al sud. En aquesta operació la marina nord-coreana va perdre un transport i dues goletes, enfonsades pel ROK YMS-509.

### Batalla de Txumontxin Txan
El 2 de juliol de 1950 a les 06.15 del matí el Grup de Suport a Corea del Sud, format pels creuers USS Juneau i HMS Jamaica i la fragata HMS Black Swan, varen guaitar un comboi nord-coreà (4 llanxes llançatorpedes, 2 llanxes canoneres i 10 pesquers transportant munició) anant en direcció a Txumontxin. Quan els creuers varen accelerar per interceptar-los, les llanxes llançatorpedes varen girar per atacar. L'intercanvi de foc començà a una distància d'11.000 iardes, i per quan la distància s'havia escurçat a 4.000 una llanxa ja havia estat enfonsada (No 24) i una altra detinguda (No 22), una tercera es dirigia cap a la platja (No 23) i la quarta (No 21) va escapar cap al mar. Al final tres llanxes llançatorpedes i totes dues canoneres foren destruïdes i l'HMS Jamaica va prendre dos presoners. Com a conseqüència d'aquesta primera topada amb la Marina del Nord els creuers van bombardejar bateries costaneres a Kangnung.

### Propaganda

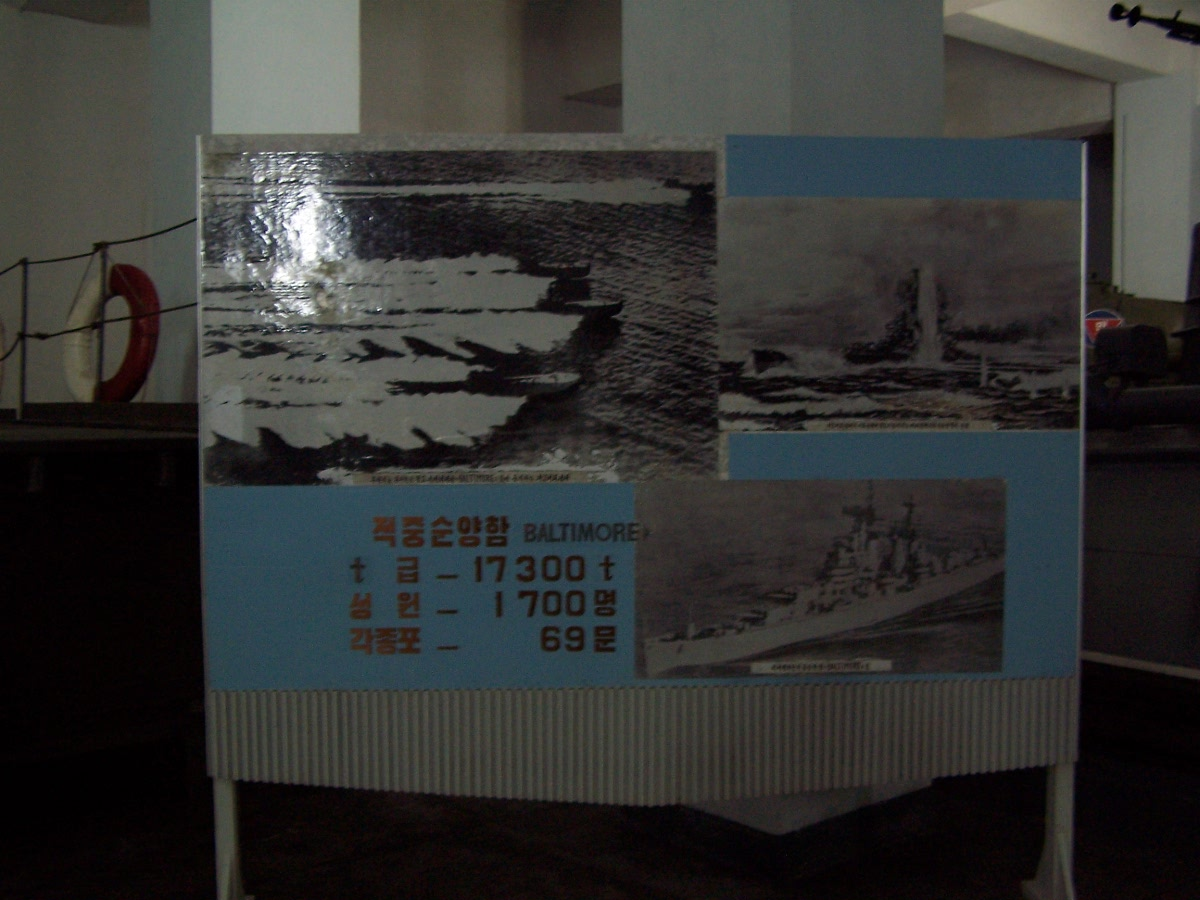
Cartell propagandístic que assegura l'enfonsament de l'USS Baltimore.

Un museu militar a Pyongyang manté una exhibició que assegura que les seves naus van enfonsar l'USS Baltimore (CA-68) el 2 de juliol de 1950 durant la Guerra de Corea. Afirmen que el creuer fou atacat i enfonsat per quatre llanxes llançatorpedes, de les quals una es conserva al museu. De fet, el Baltimore mai no va ser enviat a Corea, ni tampoc va entrar en acció després de finalitzar la Segona Guerra Mundial. La veritable acció va resultar a l'USS Juneau (CL-119) i unes altres dues naus angleses destruint un comboi nord-coreà que duia subministraments.

### Captura delUSS Pueblo
El USS Pueblo es un vaixell estatunidenc de la classe Banner d'investigacions tècniques que va ser capturat per l'Armada Popular de Corea del Nord el 23 gener de 1968, en un fet conegut com a incident del USS Pueblo. Corea del Nord va afirmar que el USS Pueblo es trobava en les seves aigües territorials en el moment de ser capturat, tanmateix el govern dels Estats Units diu que es trobava en aigües internacionals en aquell moment. El USS Pueblo, en poder de Corea del Nord, encara figura en la nòmina de l'Armada dels Estats Units com un vaixell assignat en actiu. Va estar estacionat en el riu Taedong a Pyongyang, a on va ser usat com a vaixell museu. El USS Pueblo és l'únic vaixell de l'Armada dels Estats Units que ha estat capturat.

## Flota

### Submarins
| Tipus                       | Classe         | País d'Origen  | Nombre d'unitats | Desplaçament |
| --------------------------- | -------------- | -------------- | ---------------- | ------------ |
| Submarí diesel elèctric     | Classe Golf II | Unió Soviètica | 10               | 2.700        |
| Submarí diesel elèctric     | Classe Romeo   | Unió Soviètica | 20               | 1.830        |
| Submarí diesel elèctric     | Classe Sang-O  | Corea del Nord | 40               | 370          |
| Minisubmarí diesel elèctric | Classe Yono    | Corea del Nord | 10               | 130          |

### Fragates i Corbetes
| Tipus   | Classe         | País d'Origen                | Nombre d'unitats | Desplaçament |
| ------- | -------------- | ---------------------------- | ---------------- | ------------ |
| Fragata | Classe Najin   | Corea del Nord               | 2                | 1.600        |
| Corbeta | Classe Sariwon | Corea del Nord               | 4                | 650          |
| Corbeta | Classe Hainan  | República Popular de la Xina | 6                | 470          |

### Vaixells llançamíssils
| Tipus                 | Classe           | Pais d'Origen                | Nombre d'unitats |
| --------------------- | ---------------- | ---------------------------- | ---------------- |
| Vaixell llançamíssils | Classe Osa       | Unió Soviètica               | 8                |
| Vaixell llançamíssils | Classe Komar     | Unió Soviètica               | 6                |
| Vaixell llançamíssils | Classe Huangfeng | República Popular de la Xina | 4                |
| Llanxa ràpida d'atac  | Classe Chaho     | Corea del Nord               | 59               |

### Vaixells llançatorpedes
| Tipus                 | Classe           | País d'Origen                | Nombre d'unitats |
| --------------------- | ---------------- | ---------------------------- | ---------------- |
| Llanxa llançatorpedes | Classe Sinhung   | Corea del Nord               | 142              |
| Llanxa llançatorpedes | Classe Kusong    | Corea del Nord               | 60               |
| Llanxa llançatorpedes | Classe Chong Jin | Corea del Nord               | 51               |
| Llanxa llançatorpedes | Classe P-6       | República Popular de la Xina | 12               |
| Llanxa llançatorpedes | Classe Shershen  | Unió Soviètica               | 3                |

### Patrullers
| Tipus     | Classe             | País d'Origen                | Nombre d'unitats |
| --------- | ------------------ | ---------------------------- | ---------------- |
| Patruller | Classe Chongjin    | Corea del Nord               | 54               |
| Patruller | Classe SO-1        | Corea del Nord               | 19               |
| Patruller | Classe Sinpo       | Corea del Nord               | 18               |
| Patruller | Classe Shanghai II | República Popular de la Xina | 13               |
| Patruller | Classe Taechong    | Corea del Nord               | 13               |
| Patruller | Classe Chong-Ju    | Corea del Nord               | 6                |
| Patruller | Classe Chodo       | Corea del Nord               | 3                |

### Llanxes de desembarcament
| Tipus                     | Classe          | País d'Origen  | Nombre d'unitats |
| ------------------------- | --------------- | -------------- | ---------------- |
| Aerolliscadors            | Classe Kongbang | Corea del Nord | 140              |
| Llanxes de desembarcament | Classe Nampo    | Corea del Nord | 95               |
| Llanxes de desembarcament | Classe Hungnam  | Corea del Nord | 15               |
| Llanxes de desembarcament | Classe Hanchon  | Corea del Nord | 15               |
| Llanxes de desembarcament | Classe Hantae   | Corea del Nord | 10               |

### Dragamines
| Tipus      | Classe       | País d'Origen  | Nombre d'unitats |
| ---------- | ------------ | -------------- | ---------------- |
| Dragamines | Classe Yukto | Corea del Nord | 23               |

## Organització
D'acord amb l'edició de 1997 del North Korea Country Handbook, publicat per l'Agència d'Intel·ligència de Defensa: "La MPC (Marina Popular de Corea), formada per uns 144.000 homes, és principalment una armada costanera. La MPC està organitzada en dues flotes: la flota de la costa est, amb vuit comandos operacionals; i la flota de la costa oest, amb cinc comandos operacionals. La flota de la costa est té els quarters generals a Toejo Dong i compta amb bases majors a Rasŏn i Wŏnsan. La flota de la costa oest té els quarters generals a Nampo, i compta amb bases majors a Pipagot i Sagon Ni. Hi ha més bases petites al llarg de totes dues costes. La flota no intercanvia naus a casua que les limitacions geogràfiques fan el suport mutu gairebé impossible. La MPC no té un cos d'Infanteria de Marina o d'Aviació Naval. Les operacions amfíbies es duen a terme per unitats que pertanyen a la Força d'Operacions Especials de l'Exèrcit Popular de Corea en addició amb personal naval."
D'acord amb el Servei d'Intel·ligència Nacional de Corea del Sud (el 1999): "L'Armada de la República Popular Democràtica de Corea es divideix en una flota per al mar de l'est (10 esquadrons) i una altra per al mar de l'oest (6 esquadrons), amb 148.000 efectius."
La flota de Corea del Nord té al voltant de 630 naus de combat (patrulleres, llançatorpedes, bucs de suport, destructors, fragates, corbetes i tres creuers), 100 submarins i 340 navilis de suport (bucs de desembarcament). Així com les forces terrestres, el 60% de les naus estan estacionades prop de la línia de demarcació. Corea del Nord ha construït i està operant més de 130 hovercraft, cadascun capaç de transportar un esquadró de forces especials i d'operar lliurement en terreny dificultós, que poden fer-se servir per a desembarcaments per part de les forces especials en cas d'esclatar una guerra.

### Sotsoficials i mariners
|  | Sotsoficials           | Sotsoficials | Sotsoficials | Sotsoficials | Mariners                 | Mariners                 | Mariners               | Mariners    |  |
|  | ---------------------- | ------------ | ------------ | ------------ | ------------------------ | ------------------------ | ---------------------- | ----------- |  |
|  |                        |              |              |              |                          |                          |                        |             |  |
|  | T'ŭkmu-sangsa 특무상사 | Sangsa 상사  | Chungsa 중사 | Hasa 하사    | Sanggŭp-pyŏngsa 상급병사 | Chungŭp-pyŏngsa 중급병사 | Hagŭp-pyŏngsa 하급병사 | Chŏnsa 전사 |  |
|  |                        |              |              |              |                          |                          |                        |             |  |

### Almiralls i oficials navals
|  | Almiralls    | Almiralls     | Almiralls      | Almiralls   | Oficials navals | Oficials navals | Oficials navals | Oficials navals | Oficials navals | Oficials navals |
|  | ------------ | ------------- | -------------- | ----------- | --------------- | --------------- | --------------- | --------------- | --------------- | --------------- |
|  |              |               |                |             |                 |                 |                 |                 |                 |                 |
|  | Taejang 대장 | Sangjang 상장 | Chungjang 중장 | Sojang 소장 | Chungjwa 중좌   | Sojwa 소좌      | Sangwi 상위     | Chungwi 중위    | Sowi 소위       |                 |
|  |              |               |                |             |                 |                 |                 |                 |                 |                 |